# Deutsche Tischtennis-Meisterschaft 1995
Die 63. nationale Deutsche Tischtennis-Meisterschaft fand vom 3. bis 5. März 1995 in Böblingen statt.
Lediglich Richard Prause/Nicole Struse konnten im Mixed den Titel verteidigen. Kinga Lohr holte ihr erstes und einziges DM-Gold, sie siegte im Doppel mit Olga Nemes. Alle anderen Titelträger hatten in den Vorjahren schon mal ein Endspiel gewonnen: Olga Nemes im Dameneinzel (nach 1986 und 1988), Georg Böhm im Herreneinzel (nach 1982, 1983, 1985, 1986, 1987) sowie das Herrendoppel Peter Franz/Torben Wosik (1992).
Jörg Roßkopf verletzte sich im Achtelfinale und gab deshalb danach die Partie gegen Torben Wosik auf.
| Platz | Herreneinzel    | Dameneinzel   | Herrendoppel                    | Damendoppel                          | Mixed                            |
| ----- | --------------- | ------------- | ------------------------------- | ------------------------------------ | -------------------------------- |
| 1     | Georg Böhm      | Olga Nemes    | Peter Franz/Torben Wosik        | Kinga Lohr/Olga Nemes                | Richard Prause/Nicole Struse     |
| 2     | Steffen Fetzner | Jie Schöpp    | Jürgen Hegenbarth/Joseph Hong   | Jie Schöpp/Elke Schall               | Torben Wosik/Elke Schall         |
| 3     | Richard Prause  | Nicole Struse | Christian Dreher/Sascha Köstner | Christina Fischer/Christiane Praedel | Oliver Alke/Cornelia Faltermaier |
| 3     | Torben Wosik    | Elke Schall   | Richard Prause/Gerd Richter     | Sandra Peter/Sylvia Pranjkovic       | Dietmar Palmi/Jie Schöpp         |

In den Einzelwettbewerben wurden drei Gewinnsätze ausgespielt, in den Doppelwettbewerben dagegen nur zwei Gewinnsätze. 

## Wissenswertes
- Es gab viele überraschende Ergebnisse:
  - Bereits acht Wochen nach der Geburt eines Sohnes gelang Olga Nemes der Gewinn zweier Titel.[1]
  - Christian Dreher unterlag in der Hauptrunde dem Außenseiter Jochen Eisele (Gönnern)
- Nach 1988, 1990, 1991 und 1992 erreichte Steffen Fetzner zum fünften Mal das Endspiel im Einzel, wobei ihm erneut kein Sieg gelang.